# Oligoneuriella keffermuellerae
Oligoneuriella keffermuellerae is een haft uit de familie Oligoneuriidae. De wetenschappelijke naam van de soort is voor het eerst geldig gepubliceerd in 1973 door Sowa.
De soort komt voor in het Palearctisch gebied.